# Get-Rich-Quick Wallingford
Get-Rich-Quick Wallingford é um filme mudo produzido nos Estados Unidos, dirigido por Frank Borzage e lançado em 4 de dezembro de 1921, naquele mesmo país.
É considerado um filme perdido.